# Faber Grand Prix 1997
Faber Grand Prix 1997 — жіночий тенісний турнір, що проходив на закритих кортах з килимовим покриттям у Ганновері (Німеччина). Належав до турнірів 2-ї категорії в рамках Туру WTA 1997. Відбувсь уп'яте і тривав з 17 до 23 лютого 1997 року. Третя сіяна Іва Майолі здобула титул в одиночному розряді.

## Фінальна частина

### Одиночний розряд
Іва Майолі —  Яна Новотна 4–6, 7–6(7–2), 6–4
- Для Майолі це був 1-й титул за рік і 5-й — за кар'єру.

### Парний розряд
Ніколь Арендт /  Манон Боллеграф —  Лариса Савченко /  Бренда Шульц-Маккарті 4–6, 6–3, 7–6(7–4)
- Для Арендт це був 1-й титул за рік і 10-й — за кар'єру. Для Боллеграф це був 2-й титул за сезон і 25-й — за кар'єру.